# Irbit
Irbit è una città della Russia siberiana estremo occidentale (Oblast' di Sverdlovsk), situata sul fiume omonimo nei pressi della sua confluenza nella Nica, 204 km a nordest del capoluogo Ekaterinburg; è il capoluogo amministrativo del distretto omonimo.

## Società

### Evoluzione demografica
Fonte: mojgorod.ru
- 1897: 20.100
- 1926: 11.700
- 1939: 26.000
- 1959: 45.300
- 1979: 51.300
- 1989: 51.700
- 2007: 41.700